# Murabit al-Hajj
Muhammad Wald Fahfu al-Massumi (* 1913; gest. 17. Juli 2018), besser bekannt als Murabit al-Hajj (DMG al-murābiṭ al-ḥaǧǧ), war ein mauretanischer, einflussreicher islamischer Gelehrter und Asket der malikitischen Rechtsschule. Er zählt zu den wichtigsten Lehrern des US-amerikanischen islamischen Theologen Hamza Yusuf. Im Jahre 2016 kürte das Royal Islamic Strategic Studies Centre Murabit al-Hajj als einen der 500 einflussreichsten Muslime der Welt.